# Tir i arrossegament

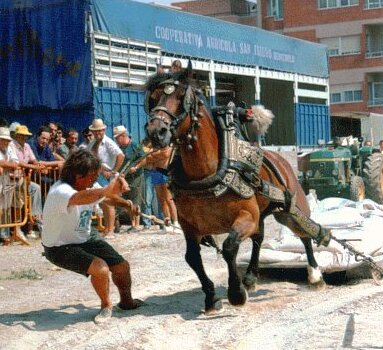
Tir i arrossegament a Benicarló

El tir i arrossegament (o també tir i arrastre) és un esport que consisteix en la cursa d'un cavall carregat amb un carro ple de sacs. L'esport és tradicional i autòcton de molts pobles del País Valencià i de les Terres de l'Ebre en Catalunya.
Normalment, les competicions es desenvolupen sobre una pista de sorra, al llarg de la qual s'han de fer tres parades obligatòries. La càrrega de sacs sol ser de dues vegades el pes de la cavalleria. Cada cavall és guiat per un sol carreter i no es permet cap ajuda durant la cursa, exceptuant la de l'àrbitre, que acompanya el trajecte del carro, verifica que es fan les parades reglamentàries i controla el temps. Aquell cavall que trigue menys temps a passar la pista és el guanyador.
Per tal d'afavorir la competitivitat i les oportunitats de guanyar, les cavalleries es distribueixen en diverses categories segons el seu pes (0-120 kg; 120-220 kg; 220-320 kg; 320-420 kg; 420-520 kg; 520-fins al límit).
Les curses també inclouen proves de dues, tres, i quatre cavalleries que estiren del mateix carro, cadascuna guiada per un carreter per cavall i on la coordinació d'animals i carreters ofereix un espectacle ple de força.